# 久米井彩子
久米井 彩子 (くめい あやこ) は NHK 報道局国際部記者。

## 経歴
1998(平成10)年04月01日 NHKに入局。NHK 福井放送局、NHK 神戸放送局を経て、報道局国際部に配属。2007(平成19)年より、NHK アメリカ総局に異動。アメリカ合衆国の社会問題をはじめ、大統領選挙や宇宙政策等の取材を担当。2015(平成27)年より日本に帰国し、報道局国際部にてアメリカ合衆国の政治や社会を担当。